# Burmannia indica
Burmannia indica là một loài thực vật có hoa trong họ Burmanniaceae. Loài này được Jonker mô tả khoa học đầu tiên vào năm 1938.